# Lemé
Lemé – miejscowość i gmina we Francji, w regionie Hauts-de-France, w departamencie Aisne.
Według danych na styczeń 2014 roku gminę zamieszkiwało 449 osób, a gęstość zaludnienia wynosiła 39,5 osób/km².